# 24 (első évad)
A 24 egy évadonként huszonnégy részből álló amerikai televíziós sorozat, amely évadonként egy nap történetét mutatja be valós időben. Az első részt az Amerikai Egyesült Államokban először 2001. november 6-án sugározta a FOX televíziós társaság. Magyarországon ezt a szériát először az M1 tűzte műsorára 2002. december 2-án, azonban ekkor még nem lett népszerű. 2005-ben a Cool TV ismételte meg, már jóval nagyobb sikerrel.
A történet éjfélkor kezdődik a kaliforniai elnöki előválasztás napján.

## Cselekmény
| Figyelem: Itt a 24 televíziós sorozat 1. évadjának cselekményét vagy a végkifejletet is olvashatod. |

Terroristák az egyik elnökjelölt életére törnek. Az ügyben nyomozó Jack Bauer szövetségi ügynök lányát és feleségét elrabolták, s a kollégáinak lehet, hogy mindkettőhöz közük van.
A Los Angeles-i Terrorelhárítás (CTU) vezető ügynöke, Jack Bauer éjfélkor telefonhívást kap munkahelyéről. Hírszerzési információk szerint a nap folyamán merényletet fognak megkísérelni a kaliforniai elnöki előválasztáson részt vevő David Palmer szenátor ellen, aki az első fekete elnökjelölt lehet az Amerikai Egyesült Államok történetében. Jacknek és kollégáinak meg kell előzniük a tragédiát. Bauer senkiben sem bízhat, mert vannak arra utaló jelek, hogy a terroristákat valaki a szervezeten belülről is segíti.
|  | Itt a vége a cselekmény részletezésének! |

## A sorozat jellegzetessége
A filmsorozat epizódjai egy-egy óra eseményeit ábrázolják, valós időben. Az időről időre megjelenő digitális óra mutatja, hogy hol tartunk, s ez - mivel a szereplők folyamatosan versenyt futnak az idővel - állandó feszültségnövelő eszköz. Gyakori az osztott képernyős kép, amelyen a különböző helyszíneken történő eseményeket és szereplőket egyszerre mutatják.

## Szereplők
A sorozat jellegéből adódóan nagyon sok szálon fut párhuzamosan, ezért viszonylag kevés azon szereplők száma, akik szinte az összes epizódban szerepet kapnak. Mivel az egész évad Jack Bauer megpróbáltatásairól szól, természetesen ő minden epizód legfontosabb szereplője.

### Legfontosabb szereplők
| Karakter     | Alakítja          | Magyar hang       | Szerep                                                |
| Jack Bauer   | Kiefer Sutherland | Selmeczi Roland   | A CTU Los Angeles-i irodájának vezetője.              |
| Teri Bauer   | Leslie Hope       | Fehér Anna        | Jack felesége.                                        |
| Nina Myers   | Sarah Clarke      | Györgyi Anna      | A CTU ügynöke, Jack volt barátnője.                   |
| Kim Bauer    | Elisha Cuthbert   | Nemes Takách Kata | Jack és Teri lánya.                                   |
| David Palmer | Dennis Haysbert   | Vass Gábor        | Szenátor, az elnöki előválasztás legnagyobb esélyese. |

### Visszatérő szereplők
- Mandy szerepében Mia Kirshner

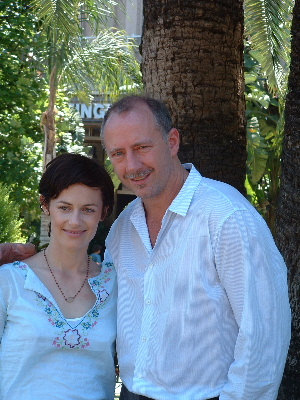
Sarah Clarke (Nina Myers) és Xander Berkeley (George Mason) civilben

- Richard Walsh szerepében Michael O’Neill, magyar hangja Szacsvay László
- George Mason szerepében Xander Berkeley, magyar hangja Dunai Tamás
- Rick Allen szerepében Daniel Bess, magyar hangja Minárovits Péter
- Jamey Farrell szerepében Karina Arroyave, magyar hangja Kiss Virág
- Ira Gaines szerepében Michael Massee, magyar hangja Haás Vander Péter
- Aaron Pierce szerepében Glenn Morshower, magyar hangja Konrád Antal
- Mike Novick szerepében Jude Ciccolella, magyar hangja Kristóf Tibor
- Milo Pressman szerepében Eric Balfour, magyar hangja Welker Gábor
- Andre Drazen szerepében Željko Ivanek, magyar hangja Kaszás Attila
- Alexis Drazen szerepében Misha Collins, magyar hangja Viczián Ottó
- Ryan Chappelle szerepében Paul Schulze, magyar hangja Cseke Péter

### Vendégszereplők
- Sherry Palmer szerepében Penny Johnson Jerald, magyar hangja Vándor Éva
- Tony Almeida szerepében Carlos Bernard, magyar hangja Dózsa Zoltán
- Kevin Carroll szerepében Richard Burgi, magyar hangja Kőszegi Ákos
- Victor Drazen szerepében Dennis Hopper, magyar hangja Rajhona Ádám

## Epizódlista
| EP# | Nyelv     | Cím                                       | Rendező(k)            | Forgatókönyvíró(k)              | Első vetítés         | Prod. kód |
| --- | --------- | ----------------------------------------- | --------------------- | ------------------------------- | -------------------- | --------- |
| 1   | HUN · USA | 0 és 1 óra között 12:00 a.m.-1:00 a.m.    | Stephen Hopkins       | Robert Cochran és Joel Surnow   | – 2001. november 6.  | 1AFF79    |
| -   |           |                                           |                       |                                 |                      |           |
| 2   | HUN · USA | 1 és 2 óra között 1:00 a.m.-2:00 a.m.     | Stephen Hopkins       | Joel Surnow és Michael Loceff   | – 2001. november 13. | 1AFF01    |
| -   |           |                                           |                       |                                 |                      |           |
| 3   | HUN · USA | 2 és 3 óra között 2:00 a.m.-3:00 a.m.     | Stephen Hopkins       | Joel Surnow és Michael Loceff   | – 2001. november 20. | 1AFF02    |
| -   |           |                                           |                       |                                 |                      |           |
| 4   | HUN · USA | 3 és 4 óra között 3:00 a.m.-4:00 a.m.     | Winrich Kolbe         | Robert Cochran                  | – 2001. november 27. | 1AFF03    |
| -   |           |                                           |                       |                                 |                      |           |
| 5   | HUN · USA | 4 és 5 óra között 4:00 a.m.-5:00 a.m.     | Winrich Kolbe         | Chip Johannessen                | – 2001. december 11. | 1AFF04    |
| -   |           |                                           |                       |                                 |                      |           |
| 6   | HUN · USA | 5 és 6 óra között 5:00 a.m.-6:00 a.m.     | Bryan Spicer          | Howard Gordon                   | – 2001. december 18. | 1AFF05    |
| -   |           |                                           |                       |                                 |                      |           |
| 7   | HUN · USA | 6 és 7 óra között 6:00 a.m.-7:00 a.m.     | Bryan Spicer          | Andrea Newman                   | – 2002. január 8.    | 1AFF06    |
| -   |           |                                           |                       |                                 |                      |           |
| 8   | HUN · USA | 7 és 8 óra között 7:00 a.m.-8:00 a.m.     | Stephen Hopkins       | Joel Surnow és Michael Loceff   | – 2002. január 15.   | 1AFF07    |
| -   |           |                                           |                       |                                 |                      |           |
| 9   | HUN · USA | 8 és 9 óra között 8:00 a.m.-9:00 a.m.     | Stephen Hopkins       | Virgil Williams                 | – 2002. január 22.   | 1AFF08    |
| -   |           |                                           |                       |                                 |                      |           |
| 10  | HUN · USA | 9 és 10 óra között 9:00 a.m.-10:00 a.m.   | Davis Guggenheim      | Larry Hertzog                   | – 2002. február 5.   | 1AFF09    |
| -   |           |                                           |                       |                                 |                      |           |
| 11  | HUN · USA | 10 és 11 óra között 10:00 a.m.-11:00 a.m. | Davis Guggenheim      | Robert Cochran                  | – 2002. február 12.  | 1AFF10    |
| -   |           |                                           |                       |                                 |                      |           |
| 12  | HUN · USA | 11 és 12 óra között 11:00 a.m.-12:00 p.m. | Stephen Hopkins       | Howard Gordon                   | – 2002. február 19.  | 1AFF11    |
| -   |           |                                           |                       |                                 |                      |           |
| 13  | HUN · USA | 12 és 13 óra között 12:00 p.m.-1:00 p.m.  | Stephen Hopkins       | Andrea Newman                   | – 2002. február 26.  | 1AFF12    |
| -   |           |                                           |                       |                                 |                      |           |
| 14  | HUN · USA | 13 és 14 óra között 1:00 p.m.-2:00 p.m.   | Jon Cassar            | Joel Surnow és Michael Loceff   | – 2002. március 5.   | 1AFF13    |
| -   |           |                                           |                       |                                 |                      |           |
| 15  | HUN · USA | 14 és 15 óra között 2:00 p.m.-3:00 p.m.   | Jon Cassar            | Michael Chernuchin              | – 2002. március 12.  | 1AFF14    |
| -   |           |                                           |                       |                                 |                      |           |
| 16  | HUN · USA | 15 és 16 óra között 3:00 p.m.-4:00 p.m.   | Stephen Hopkins       | Robert Cochran és Howard Gordon | – 2002. március 19.  | 1AFF15    |
| -   |           |                                           |                       |                                 |                      |           |
| 17  | HUN · USA | 16 és 17 óra között 4:00 p.m.-5:00 p.m.   | Stephen Hopkins       | Michael S. Chernuchin           | – 2002. március 26.  | 1AFF16    |
| -   |           |                                           |                       |                                 |                      |           |
| 18  | HUN · USA | 17 és 18 óra között 5:00 p.m.-6:00 p.m.   | Frederick King Keller | Maurice Hurley                  | – 2002. április 2.   | 1AFF17    |
| -   |           |                                           |                       |                                 |                      |           |
| 19  | HUN · USA | 18 és 19 óra között 6:00 p.m.-7:00 p.m.   | Frederick King Keller | Joel Surnow és Michael Loceff   | – 2002. április 9.   | 1AFF18    |
| -   |           |                                           |                       |                                 |                      |           |
| 20  | HUN · USA | 19 és 20 óra között 7:00 p.m.-8:00 p.m.   | Stephen Hopkins       | Robert Cochran és Howard Gordon | – 2002. április 16.  | 1AFF19    |
| -   |           |                                           |                       |                                 |                      |           |
| 21  | HUN · USA | 20 és 21 óra között 8:00 p.m.-9:00 p.m.   | Stephen Hopkins       | Joel Surnow és Michael Loceff   | – 2002. április 23.  | 1AFF20    |
| -   |           |                                           |                       |                                 |                      |           |
| 22  | HUN · USA | 21 és 22 óra között 9:00 p.m.-10:00 p.m.  | Paul Shapiro          | Joel Surnow és Michael Loceff   | – 2002. május 2.     | 1AFF21    |
| -   |           |                                           |                       |                                 |                      |           |
| 23  | HUN · USA | 22 és 23 óra között 10:00 p.m.-11:00 p.m. | Paul Shapiro          | Robert Cochran és Howard Gordon | – 2002. május 14.    | 1AFF22    |
| -   |           |                                           |                       |                                 |                      |           |
| 24  | HUN · USA | 23 és 24 óra között 11:00 p.m.-12:00 a.m. | Stephen Hopkins       | Robert Cochran és Howard Gordon | – 2002. május 21.    | 1AFF23    |
| -   |           |                                           |                       |                                 |                      |           |

Megjegyzés: a produkciós kódok a TV.com Archiválva 2019. május 20-i dátummal a Wayback Machine-ben honlapjáról származnak.